# Waljanzina Zybulskaja
Waljanzina Zybulskaja (belarussisch Валянціна Цыбульская, engl. Transkription Valiantsina Tsybulskaya, auch russisch Валентина Цыбульская – Walentina Zybulskaja – Valentina Tsybulskaya; * 17. März 1968 in Rostow) ist eine ehemalige belarussische Geherin.
Zybulskaja nahm an den Olympischen Spielen 1996 in Atlanta, 2000 in Sydney und 2004 in Athen teil, wobei ihre beste Platzierung Rang acht im Wettbewerb über 10 km Gehen bei den Spielen von Atlanta 1996 war.
Bei den Leichtathletik-Weltmeisterschaften 1997 in Athen belegte sie im Wettbewerb über 10.000 m Gehen Rang drei in 43:49,24 min hinter Annarita Sidoti aus Italien (42:55,49 min) und ihrer Landsfrau Olga Kardopolzewa (43:30,20 min).
Vier Jahre später, bei den Leichtathletik-Weltmeisterschaften 2001 in Edmonton, wurde in der Damenkonkurrenz nur der Wettbewerb über 20 km Gehen ausgetragen. Zybulskaja belegte dabei den zweiten Platz (1:28:49 h) hinter der Russin Olimpiada Iwanowa, die 1:27:48 h benötigte.
Bei den Leichtathletik-Weltmeisterschaften 2003 in Paris/Saint-Denis gewann sie im 20-km-Wettbewerb in nationaler Rekordzeit (1:28:10 h) die Bronzemedaille hinter der Russin Jelena Nikolajewa (1:26:52 h) und Gillian O’Sullivan aus Irland (1:27:34 h).
Waljanzina Zybulskaja ist 1,63 m groß und wiegt 54 kg. Nach 2004 nahm sie an keinen internationalen Großveranstaltungen mehr teil.

## Bestzeiten
- 10.000 m Gehen: 43:49,24 min, 7. August 1997, Athen
- 10 km Gehen: 42:06 min, 8. Mai 1999, Eisenhüttenstadt
- 20.000 m Gehen: 1:33:25,5 h, 6. September 2001, Brisbane
- 20 km Gehen: 1:28:10 h, 24. August 2003, Paris